# Deropeltis triimpressa
Deropeltis triimpressa är en kackerlacksart som beskrevs av Krauss 1890. Deropeltis triimpressa ingår i släktet Deropeltis och familjen storkackerlackor. Inga underarter finns listade i Catalogue of Life.